# San Marco (Lecce)
A San Marco templom Lecce történelmi központjában. A Piazza Sant’Oronzón áll a Sedile mellett.

## Története
A templomot 1543-ban építették a Leccében megtelepedett velencei kereskedők Szent Márk, városuk védőszentjének tiszteletére.

## Leírása
A templom egy kis kocka alakú építmény. Homlokzata gazdagon díszített, késő reneszánsz és barokk stílusjegyeket ötvöz. A portál felett Velence jelképe látható, egy szárnyas oroszlán szobor. A templom belsejét lunetták világítják meg. A mennyezetet virágmotívumok, faragott girlandok díszítik. Az eredeti oltár az évszázadok során elveszett.